# Heinz Murach
Heinz Murach (* 7. April 1926 in Gelsenkirchen; † 8. Mai 2007 ebenda) war ein deutscher Fußballtrainer. Ende der 1960er und Anfang der 1970er Jahre war er in der Bundesliga bei Borussia Dortmund und Rot-Weiß Oberhausen tätig. In den späteren 1970ern arbeitete er mit SpVgg Erkenschwick und Westfalia Herne in der Zweiten Bundesliga. 1971 führte er Eintracht Gelsenkirchen zur besten Platzierung der Vereinsgeschichte.

## Laufbahn
Der ausgebildete Gymnasiallehrer Heinz Murach begann seine Karriere im Fußball im August 1953 als Trainer beim Niedersächsischen Fußballverband. Ab März 1956 setzte er seine Arbeit beim Fußball- und Leichtathletikverband Westfalen fort, wo er bis 1959 blieb. Er war Trainer beim Fußballverband Niederrhein, als er 1966 vom seinerzeitigen Sieger im Europapokal der Pokalsieger Borussia Dortmund als Nachfolger des vom 1. FC Köln abgeworbenen Willi Multhaup engagiert wurde. Die seinerzeit ausgezeichnet besetzte Borussia – unter anderem mit Lothar Emmerich, Sigi Held und Reinhard „Stan“ Libuda im Sturm – war ein Meisterschaftsanwärter, startete aber sehr schwach in die Saison und schied auch aus den Pokalwettbewerben sehr bald aus. Am Ende reichte es aber noch zum dritten Platz in der Bundesliga.
Vor der darauffolgenden Saison meinte Murach in der Trainerumfrage: „Man halte mich ruhig für unbescheiden. Mein Tip ist Dortmund.“ Die Bundesligasaison begann auch mit einem starken Start, doch alsbald ließen die Schwarzgelben stark nach. Zur Halbzeit lagen die Borussen nur auf Platz zehn. Noch im Januar 1968 verkündete Murach, seinen zu Saisonende auslaufenden Vertrag nicht zu verlängern. Anfang April trennte sich der BVB in der Bundesliga nach zwei aufeinanderfolgenden Niederlagen nur mit 0:0 zu Hause vom TSV 1860 München. Er führte die Borussia noch mit einem
2:1-Heimerfolg über Hertha BSC ins Halbfinale des DFB-Pokals, doch beim anschließenden Osterturnier in Wien blamierte sich die Borussia erneut und kassierte zwei Niederlagen. Daraufhin trat Murach zurück und machte Platz für den bereits als seinen Nachfolger verpflichteten Oswald Pfau. Am Ende der Saison belegte Borussia den 14. Platz.
Anschließend trainierte er den Regionalligisten Eintracht Gelsenkirchen, wo er bereits im ersten Jahr den Abstieg in die Drittklassigkeit hinnehmen musste. Ausschlaggebend hierfür waren Punktabzüge für den Einsatz eines unberechtigten Spielers. Nach dem umgehenden Wiederaufstieg führte er die Mannschaft 1971 auf einen hervorragenden fünften Rang – die beste Platzierung der Vereinsgeschichte – und im Jahr darauf auf einen sicheren Mittelfeldplatz.
Am 21. Spieltag der Saison 1972/73 wurde er vom Bundesligaschlusslicht Rot-Weiß Oberhausen verpflichtet und übte das Traineramt dort zunächst neben seinen Aufgaben bei Eintracht Gelsenkirchen aus. Murach war dort nach Günter Brocker und Friedhelm Kobluhn bereits der dritte Trainer in der laufenden Saison. Murach konnte aber den Abstieg auch nicht verhindern, RWO blieb letzter. Er blieb in der darauf folgenden Saison bei Rot-Weiß Oberhausen und führte den Verein zum zweiten Platz der Regionalliga-West hinter der SG Wattenscheid 09, was zur Teilnahme an der Bundesliga-Aufstiegsrunde berechtigte. Dort wurden die Rheinländer aber nur Dritter hinter Tennis Borussia Berlin und dem FC Augsburg. Bei RWO war die Finanzlage in jener Zeit teilweise so angespannt, dass Murach einst keinen anderen Weg sah sein Gehalt zu sichern als einen Pfändungsbeschluss zu erwirken.
Zu Beginn der Saison 1974/75 wurde er vom Zweitligisten SpVgg Erkenschwick verpflichtet. Das Engagement dauerte aber nur bis zum 14. Spieltag – die SpVgg lag zum derzeitigen Zeitpunkt nur zwei Punkte von einem Abstiegsplatz entfernt auf Rang 14. Im November wurde er von seinem Vorgänger Fritz Langner abgelöst. Sein letztes größeres Engagement folgte in der Saison 1975/76, als er von Westfalia Herne, ebenso ein Zweitbundesligist, verpflichtet wurde. In der ersten Spielzeit führte er die Mannschaft auf Platz zehn. In der darauf folgenden Saison wurde er gleich nach Beginn der Rückrunde von Ivica Horvat abgelöst, als sich Westfalia nur mehr zwei Punkte von der Abstiegszone entfernt auf Platz 15 befand. Horvat führte die Mannschaft schließlich noch auf einen sicheren elften Rang.
Heinz Murach war hauptberuflich Lehrer am Grillo-Gymnasium in Gelsenkirchen, wo er auch nach seiner Pensionierung lebte.